# Makar

Makar est un terme de la littérature écossaise qui désigne le poète ou le barde. Bien que le mot ait pris le sens de poète de la cour, il peut être utilisé de manière plus générale. Le mot est proche du grec ποιητής (poiētēs) qui signifie à la fois artisan et poète.

## Usage contemporain
Le Scots Makar est l'équivalent du Poet Laureate, et il a pour fonction de représenter et de promouvoir la poésie en Écosse. Le professeur Edwin Morgan a été nommé à ce poste le 16 février 2004. 
En février 2005, le pays de Galles a annoncé son intention d'avoir son propre poète national, qui sera rétribué par un prix de 5 000 £.